# Massif du Piton des Neiges
Le massif du Piton des Neiges – ou les Salazes – est un massif montagneux au centre de l'île de La Réunion, département et région d'outre-mer français dans le Sud-Ouest de l'océan Indien. Il culmine à 3 070 mètres d'altitude au piton des Neiges, point culminant de l'île volcanique. 

## Géographie
Le massif du Piton des Neiges occupe environ les deux tiers du nord-ouest de l’île qui compte un second massif : celui du Piton de la Fournaise situé sur le flanc sud-est du premier.

### Topographie
Avec le temps, la partie centrale du massif du Piton des Neiges a été entaillée par l'érosion qui a donné naissance à des cirques. On distingue aujourd'hui Cilaos au sud, Mafate au nord-ouest et Salazie au nord-est. Ces cirques demeurent particulièrement difficiles d'accès à cause des parois très abruptes qui les séparent.
Le quatrième cirque se situait autrefois à l'emplacement de la plaine des Marsouins. Il a été comblé par les dernières éruptions du piton. On y trouve à présent la forêt de Bébour.
Les principaux sommets sont classés par ordre décroissant d'altitude :
| Sommet                  | Altitude | Commune                                       |
| ----------------------- | -------- | --------------------------------------------- |
| Piton des Neiges        | 3 070 m  | Cilaos, Salazie                               |
| Gros Morne              | 3 019 m  | Cilaos, La Possession, Saint-Paul et Salazie. |
| Grand Bénare            | 2 898 m  | Les Trois-Bassins                             |
| Petit Bénare            | 2 600 m  | Saint-Leu, Cilaos                             |
| Piton Rouge (Saint-Leu) | 2 402 m  | Saint-Leu                                     |
| Sommet de l'Entre-Deux  | 2 352 m  | Cilaos, Entre-Deux et Saint-Benoît            |
| Roche Écrite            | 2 276 m  | La Possession, Saint-Denis, Salazie           |
| Morne de Fourche        | 2 267 m  | La Possession                                 |
| Cimandef (sommet)       | 2 228 m  | La Possession, Salazie                        |
| Maïdo                   | 2 205 m  | Saint-Paul                                    |
| Trois Salazes           | 2 132 m  | Cilaos, Saint-Paul                            |
| Mazerin                 | 2 092 m  | Bras-Panon, Saint-Benoît                      |

### Géologie
Le point chaud de La Réunion a commencé à émettre des laves à l'aplomb du massif du Piton des Neiges il y a moins de huit millions d'années. La plaque au-dessus dudit point chaud s'est depuis déplacée vers le nord-ouest et ainsi permis la création au sud-est du massif du Piton de la Fournaise, l'autre massif de l'île. Entre-temps, le piton des Neiges s'est endormi, il y a environ 12 000 ans et ses flancs ont été rongés par l'érosion.

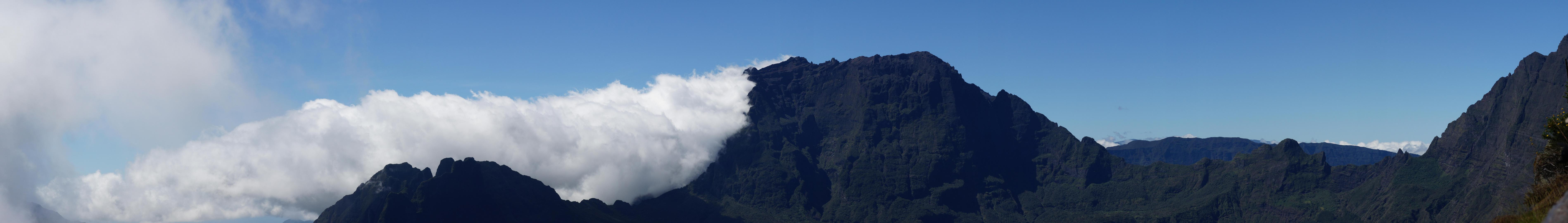
Panorama du piton des Neiges depuis le Maïdo.

## Histoire

### Histoire éruptive
L'édification globale de ce massif peut se résumer par une succession de quatre phases de construction entrecoupées par de grandes périodes érosives.

#### PhaseI: de 3 à 2,1 millions d'années
Cette phase correspond à la formation et l'émersion du proto-piton des Neiges avec la mise en place de la série qualifiée « d'océanites anciennes ». Cette série se retrouve essentiellement dans les fonds de cirques à la faveur de zones très profondément érodées. Cette formation est très altérée et riche en produits de reminéralisations secondaires tels que les zéolites par exemple. Ce sont les produits les plus anciens visibles à l'affleurement. Cette phase est caractérisée par une alternance et une imbrication des niveaux de brèches et des niveaux laviques. Ces niveaux de laves forment le cœur du massif.

#### PhaseII: de 2,1 à 0,43 millions d'années
Cette phase correspond à la mise en place de la série qualifiée « d'océanites récentes ». II s'agit d'une série très puissante (plusieurs centaines de mètres) constituée d'empilement de basalte à olivine, d'océanites et de basaltes aphyriques. La structure des épanchements (cordes, tubes de laves, enchevêtrements des écoulements…) est encore bien visible contrairement à la série des océanites anciennes. Ce sont des formations relativement hydrothermalisées. Les coulées de cette phase forment l'essentiel de l'ossature du piton des Neiges. Durant la mise en place de ces formations, l'activité a connu un certain nombre d'interruptions plus ou moins longues. Le dynamisme qui a présidé à la mise en place de cette série serait comparable à celui que l'on observe actuellement sur le massif actif du piton de la Fournaise. En effet, l'empilement de coulées fluides jouxte assez fréquemment de nombreux petits cônes stromboliens qui témoignent d'une légère activité explosive, au sein de grandes phases d'épanchements laviques. La fin de la série est marquée par une grande période érosive de 80 000 ans qui démantèle le toit de la série.

#### PhaseIIIetIV
Ces deux phases sont étroitement liées. Elles s'étendent de 0,35 million d'années à 11 000 ans environ. Elles constituent la série différenciée qui correspond à des épanchements de produits chimiquement et minéralogiquement évolués. Elle est essentiellement concentrée au cœur du massif et y couvre alors pour deux tiers la série des océanites récentes. Sa pétrologie s'étend des basaltes aux comendites en passant par des hawaïtes, des mugéarites (sous forme de coulées essentiellement) puis des laves différenciées acides sous forme de vastes écoulements pyroclastiques et enfin des trachytes, syénites et comendites que l'on rencontre essentiellement sous forme d'intrusions, de dykes ou de dômes-coulées (cap Anglais par exemple).
Une différenciation est possible dans la série différenciée en phase III et en phase IV. La phase III, qui s'étend de 350 000 à 250 000 ans, est constituée de coulées de basaltes à phénocristaux de plagioclases (basaltes pintades) et de basaltes aphyriques qui présentent des épaisseurs importantes (métriques à plurimétriques). La fin de cette période est marquée par un grand événement explosif qui permet la mise en place de tufs, de brèches d'explosions et de pyroclastites. La phase IV, quant à elle s'étend depuis 250 000 ans à 11 000 ans. Elle est constituée de laves aphyriques fluides qui nappent l'ensemble des pentes du massif et des fonds de ravines. Elle prend fin par un dynamisme explosif intense qui permet la mise en place, à la faveur d'un système fissural nord-ouest/sud-est, de grands ensembles pyroclastiques.

## Géothermie

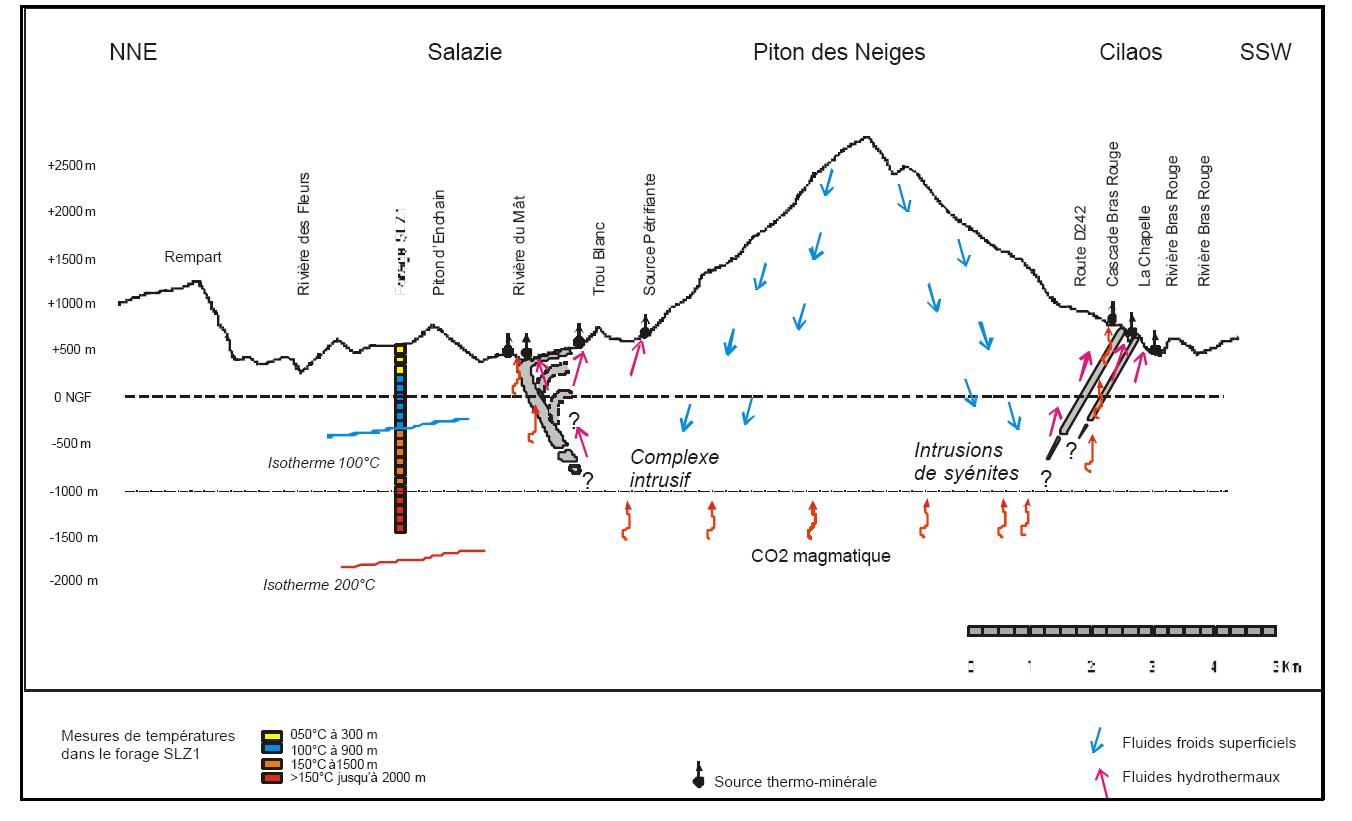
Modèle conceptuel du système géothermique, au droit des cirques de Salazie et de Cilaos.

L’existence d’une ressource géothermale potentielle a été reconnue. D’après les données géophysiques et géochimiques, cette ressource potentielle semble être localisée dans la zone centrale du massif et plus particulièrement dans le cirque de Salazie, dans le secteur de Mare à Vieille-Place. Ce secteur a déjà fait l’objet d’une reconnaissance par forage profond (forage SLZ1, de 2 100 m de profondeur, réalisé en 1986).